# فرانك بيكر (طبيب)
فرانك بيكر (بالإنجليزية: Frank Baker)‏ هو طبيب أمريكي، ولد في 22 أغسطس 1841 في بولاسكي في الولايات المتحدة، وتوفي في 30 سبتمبر 1918 في واشنطن العاصمة في الولايات المتحدة.